# Schloss Roßrieth

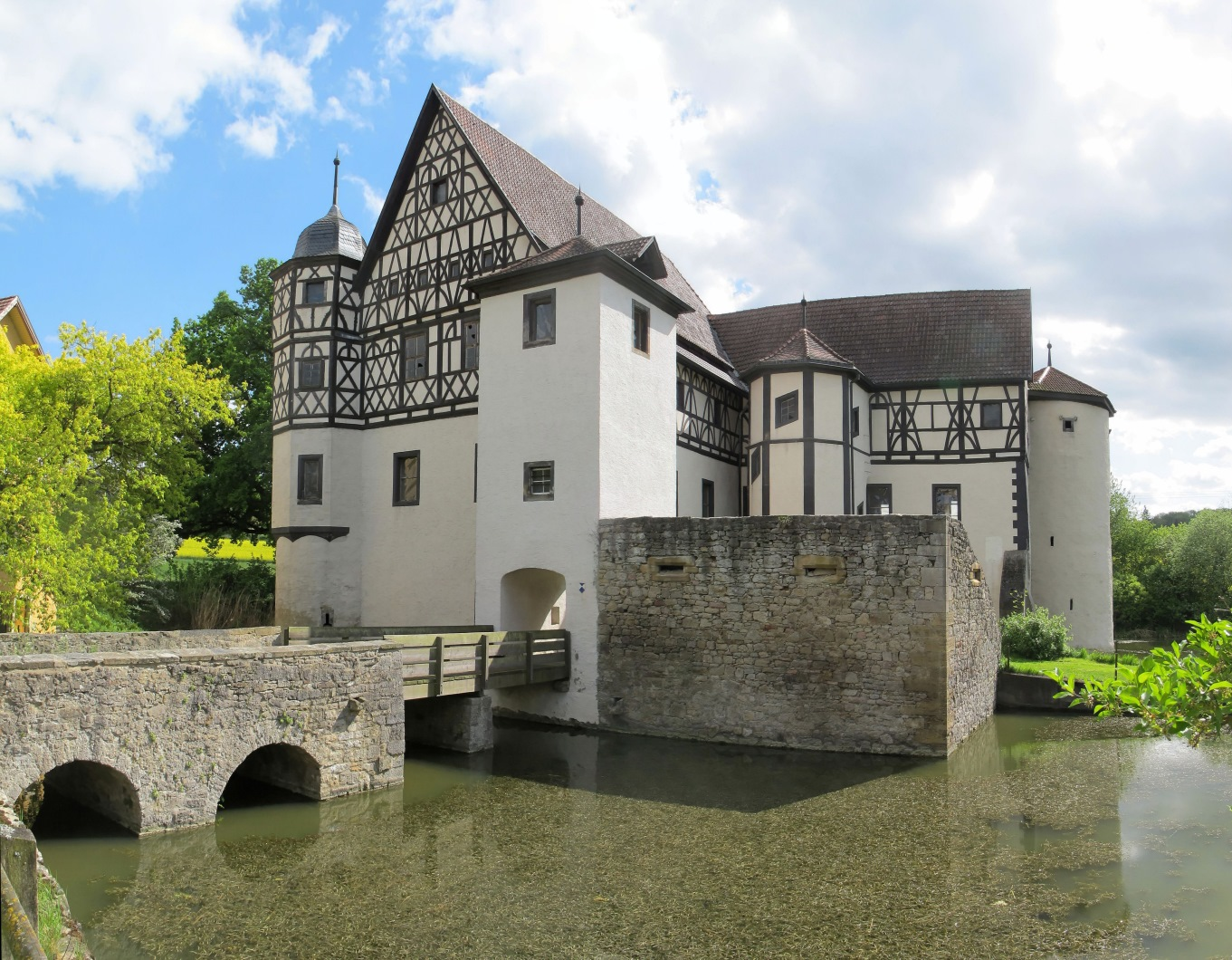
Schloss Roßrieth bei Mellrichstadt

Schloss Roßrieth ist ein Wasserschloss bei Mellrichstadt.

## Geschichte
Der Ort Roßrieth wurde 1140 zum ersten Mal erwähnt. 1345 erfolgte eine weitere Erwähnung, die sich auf einen „Conrad von Rosserieth“ bezieht. 1361 war die Burg im Besitz der Schenken von Stretelingen, welche sie teilweise an Fulda abtraten und sich damit wieder belehnen ließen.
1401 zerstörten die Hauptleute des Landfriedens die Burg, da sie vermutlich als Raubritterburg genutzt wurde. 1548 wurde sie von den Grafen von Mansfeld an die Freiherren von Thüngen verliehen. Dies beweist, dass die Burg nach wie vor weiter bestand. 1563 wurden große Teile des Unterbaus errichtet. Nach dem Tode von Kunz von Thüngen bekamen 1589 die Herren von Bibra die Burg als sächsisches Lehen.
Die Herren von Bibra erbauten um 1590 die Burg in ihrer jetzigen Form. Am Treppenturm brachten sie ihr Wappen an, wobei es sich um ein sogenanntes Allianzwappen der Bibra und Gebsattel handelte.
1681 wurde das Schloss von Hilmar von Grappendorf erworben, der es 1768 an die Freiherren von Stein verkaufte, die es bis ins 19. Jahrhundert besaßen.

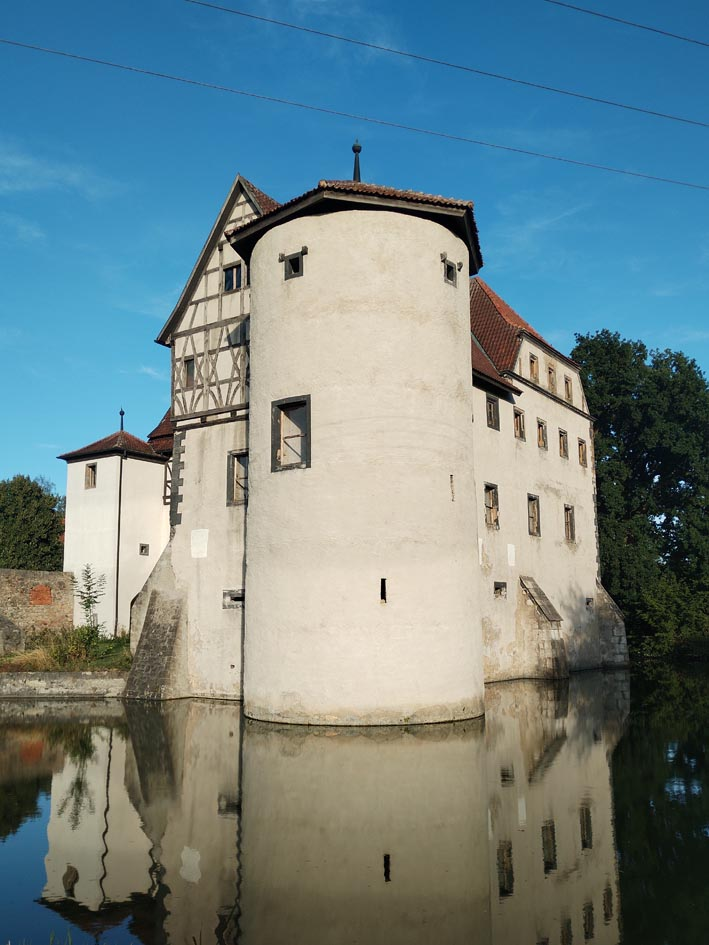
Schloss Roßrieth

1835 wurde Schloss Roßrieth freiwillig an den bayerischen Staat übertragen.
Nach dem Zweiten Weltkrieg kam es in den Besitz eines Landwirts, der es als Kornspeicher und Hühnerstall nutzte. Von 1980 bis 1985 erfolgte eine umfangreiche Außenrenovierung.

## Beschreibung
Die zweiflügelige, quadratische Anlage der Renaissance ist von einem ca. 20 m breiten und ca. 2 m tiefen Wassergraben umgeben. Die Burg besitzt zwei Ecktürme, das Untergeschoss stammt aus dem Mittelalter. Hierbei handelt es sich um die Ursprünge der Burganlage. Die Fachwerkgebäude stammen aus dem Wiederaufbau im 16. Jahrhundert. Dabei wurden wesentliche Gebäudeteile der Burg einbezogen. Am ehemaligen Bergfried kann man noch mittelalterliche Schießscharten erkennen. Dieser hat bis zum Fachwerkaufsatz seine ursprüngliche Form. Außerdem weist die Toranlage Merkmale auf, die auf einen Bau vor dem 16. Jahrhundert schließen lassen.